# Wiedensahl
Wiedensahl er en by og kommune i det nordvestlige Tyskland med godt 1.000 indbyggere (2013), beliggende i den nordlige del af Samtgemeinde Niedernwöhren under Landkreis Schaumburg. Denne landkreis ligger i den nordlige del af delstaten Niedersachsen.
Wiedensahl er kendt som fødeby for tegneren Wilhelm Busch, der var humorist og satiretegner. Han regnes for tegneseriernes stamfader, og i huset hvor han er født, findes et Wilhelm-Busch-Museum.

## Geografi
Wiedensahl er beliggende nord for Schaumburger Wald med grænse til delstaten Nordrhein-Westfalen mod vest.